# North Kelsey
North Kelsey – wieś w Anglii, w hrabstwie Lincolnshire, w dystrykcie West Lindsey. Leży 31 km na północ od Lincoln i 222 km na północ od Londynu.